# Lichtschweiftest

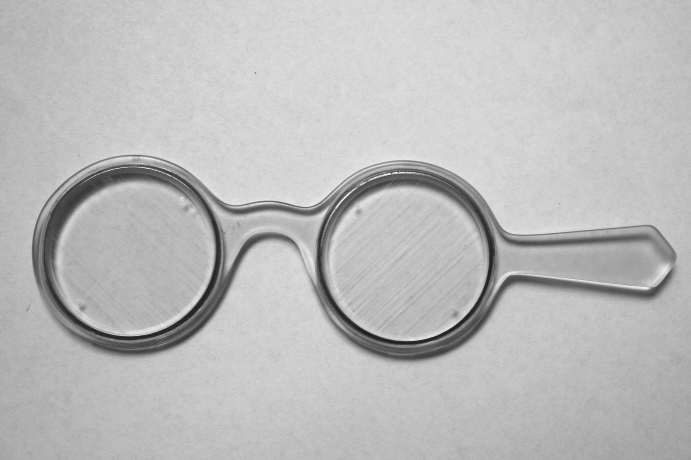
Lichtschweifgläser nach Bagolini

Der Lichtschweiftest (auch: Schweiftest, Bagolini-Test, Bagolini-Streifengläser) ist ein augenheilkundliches Untersuchungsverfahren von sehr geringem Dissoziationsgrad, das in der Schielheilkunde zur qualitativen Prüfung des Simultansehens und der Fusion verwendet wird und somit Aufschluss über latente oder manifeste Schielabweichungen gibt. Er kann für Untersuchungen in Ferne und Nähe verwendet werden. Der Erfinder dieses Verfahrens war der italienische Augenarzt Bruno Bagolini (1924–2010).

## Untersuchungsanordnung und Auswertung
Das Instrument besteht aus einem Glasvorhalter, ähnlich einer Brillenfassung ohne Bügel, jedoch mit einem seitlichen Griff (Lorgnon). In die aus Kunststoff hergestellten Plangläser sind sehr feine, entgegengesetzt diagonal angeordnete und eng beieinander liegende Streifen eingearbeitet. Dabei macht man sich eine schweifartige Lichtstreuung zunutze. Hält man dieses Gestell vor die Augen und fixiert eine kleine punktförmige Lichtquelle, so erkennt der Normalsichtige zwei schräge, in rechtem Winkel zueinander liegende Lichtstrahlen, deren Kreuzungspunkt die Lichtquelle darstellt. Dabei sieht das rechte Auge lediglich den Strahl des rechten Glases, der von links oben nach rechts unten zieht, während das linke Auge den Strahl des linken Glases wahrnimmt, welcher von rechts oben nach links unten führt. Beide Seheindrücke ergeben somit ein verkipptes Kreuz, dessen Schenkel nach dem TABO-Schema auf 45° und 135° ausgerichtet sind. Ein ähnlicher Effekt der Lichtstreuung ergibt sich beispielsweise, wenn man im Auto durch eine verschmutzte, regennasse Windschutzscheibe die Beleuchtung einer Straßenlaterne betrachtet.
In Abhängigkeit von der Qualität des beidäugigen Sehens sind unterschiedliche Wahrnehmungen möglich. Wird beispielsweise auf Grund eines manifesten Schielens der Seheindruck des rechten Auges unterdrückt (Suppression), wird der Proband lediglich den Lichtstrahl des linken Glases von rechts oben nach links unten erkennen können. Bestehen andererseits Doppelbilder (Diplopie), so werden zwei Fixierlichter erkannt, durch die jeweils ein diagonaler Lichtstrahl verläuft. In der Regel sind mit diesem Test alle Formen von Simultansehen, Diplopie und Fusion nachweisbar.

Schematische Darstellung einiger beispielhafter Untersuchungsergebnisse
Positiver Bagolinibefund
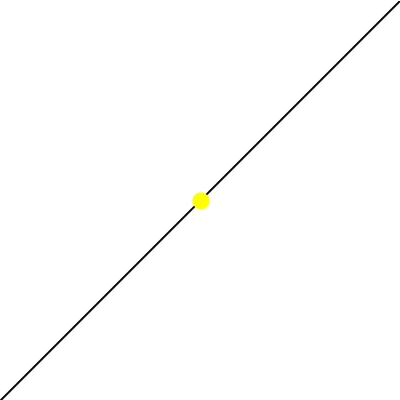
Suppression rechts
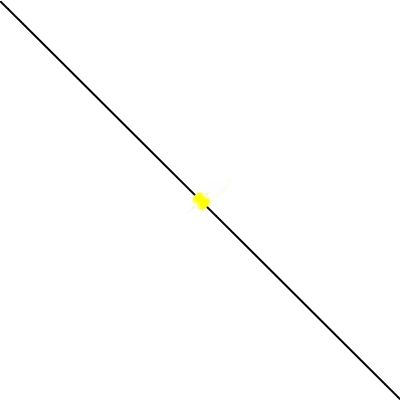
Suppression links
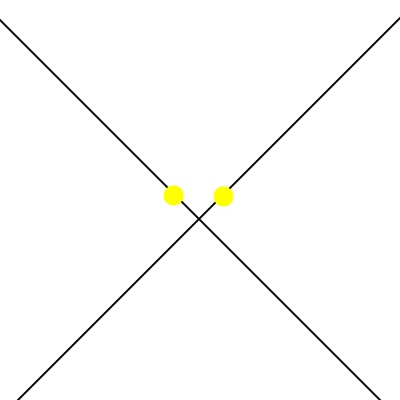
Gekreuzte Diplopie
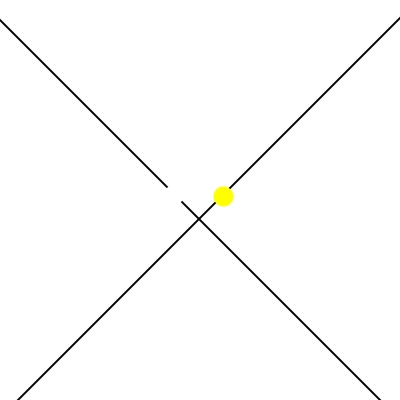
Gekreuzte Diplopie mit Zentralexklusion rechts

Eine in den 1980er Jahren baulich und funktionell weiterentwickelte Variante, bei der man die Gläser zueinander verdrehen kann, führt bei Normalsichtigen zu einem räumlichen Effekt der wahrgenommenen Lichtstreifen. Diese spezielle Anordnung wird Stereo-Bagolini – seltener auch Schuylini (nach seinem (Weiter-)Entwickler, dem deutschen Augenarzt Klaus Schuy) – genannt, wiewohl das Prinzip dieser Anwendung auch auf Bagolini zurückgeht.
Der Lichtschweiftest kann ebenfalls zur überschlägigen Konfrontationsuntersuchung von Gesichtsfeldausfällen, unter anderem beim Glaukom, herangezogen werden.